# 上海電力公司大樓
上海電力公司大樓是上海市的一座歷史建築，位於南京东路181号，修建於1929年至1931年。上海電力公司的前身是公共租界工部局管轄的上海電光公司（Shanghai Electric Co.），在1928年被美國國外電力公司收購更名。上海電力公司是楊樹浦發電廠的所有者，是當時上海最大的電力公司，為公共租界和浦西供電。該建築由德和洋行設計，鋼筋混凝土結構，樓高六層，外觀屬於裝飾風藝術風格。1997年，上海電力公司大樓被列入上海市第三批優秀歷史建築名單。